# Фотовольтаика
Фотовольта́ика (от др.-греч. φῶς - свет + вольт) — раздел науки на стыке физики, фотохимии и электрохимии, изучающий процесс возникновения электрического тока в различных материалах под действием падающего на них света. Этот процесс известен как фотоэлектрический или фотовольтаический эффект. Особое практическое значение фотовольтаики состоит в преобразовании в электрическую энергию энергии солнечного света для целей солнечной энергетики.

## История
Впервые возникновение электрического тока в освещаемом электролите наблюдал в 1839 году Александр Эдмон Беккерель. Однако первый фотоэлектрический солнечный элемент был создан только через 44 года американским инженером Ч. Фриттсом. Поэтому именно 1883 год принято считать годом начала эры солнечной энергетики.
Установить основные законы, описывающие фотоэлектрические процессы, удалось на рубеже XIX—XX веков. В конце XIX века в работах А. Г. Столетова была установлена эмпирическая связь между величиной фототока и световым потоком, падающим на образец (так называемый, 1-й закон фотоэффекта). А в 1905 году Альберт Эйнштейн разработал основы общей теории фотоэффекта, за что в 1921 году был награждён Нобелевской премией по физике.
Теоретическая работа А. Эйнштейна позволила вести целенаправленные исследования по созданию эффективных солнечных элементов и заложила фундамент для создания нового направления в науке — солнечной фотовольтаики.